# グィエン・ティ・ゴッカイン
グィエン・ティ・ゴッカイン（國語字：Nguyễn Thị Ngọc Khánh、1976年 - ）は、ベトナムのモデル、客室乗務員、ニュースキャスター。1998年、美人コンテスト「ミス・全国／ミス・ナショナルワイド」（ミス・ベトナムの前身）で優勝した。